# Soukhoï Su-7
Le Soukhoï Su-7 (code OTAN Fitter A) est un chasseur-bombardier à ailes en flèches conçu par l'URSS pendant les années 1950. Il a été construit à plus de 1 800 exemplaires utilisés par une dizaine de pays différents.
Le Su-7 est très proche du Soukhoï Su-9 qui dispose lui d'une aile delta. À la fin des années 1960, le Su-7 a été amélioré pour donner naissance au Soukhoï Su-17 à géométrie variable.

## Conception
Le Soukhoï Su-7 est issu de la même demande que celle qui a abouti au MiG-21. Émise en août 1953, cette demande concernait un avion de chasse supersonique avec soit une aile en flèche (en russe : стреловидное крыло) soit, une aile delta (en russe : треугольное крыло). Le bureau d'études de Soukhoï proposa deux projets de chaque type :
- les T-1 et T-3 à ailes delta, qui aboutirent au Soukhoï Su-9
- les S-1 et S-3 à ailes en flèche

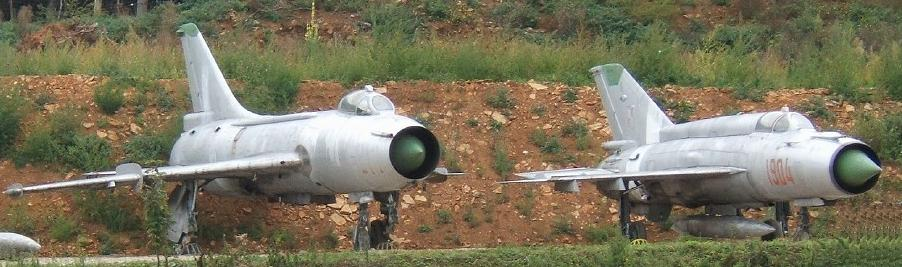
Un Su-7 (à gauche) et un MiG-21 (à droite)

C'est le S-1 qui fut retenu et donna naissance au Su-7. Il avait une aile avec une flèche de 60°, une entrée d'air frontale avec un cône ajustable, et devait recevoir le nouveau réacteur AL-7F d'environ 10 tonnes de poussée.
Un premier prototype fit son vol inaugural le 7 septembre 1955, piloté par Andrei Grigorevitch Kochetkov, avec une version provisoire sans postcombustion du réacteur. En janvier 1956, une première série d'essais était terminée et le réacteur AL-7F définitif installé. Mis en compétition avec le futur MiG-21, le Su-7 était en avance dans son développement et décrocha une première commande, après avoir montré sa capacité à atteindre la vitesse de 2 070 km/h. Les avions de présérie furent testés de septembre 1956 à fin 1958. Le réacteur AL-7F s'avérait peu fiable, en conséquence il fut décidé d'installer une version améliorée AL-7F-1 sur les avions de série. Après quelques autres modifications, les livraisons aux unités opérationnelles commencèrent durant l'été 1959.
Entre-temps, l'armée de l'air soviétique avait émis une nouvelle demande pour un avion d'attaque au sol, et Soukhoï avait proposé une version modifiée du Su-7. Les principaux changements étaient un renforcement de la structure de l'avion et du train d'atterrissage. Un prototype désigné C22-1 fit son premier vol en mars 1959 avec un réacteur AL-7F, et fin avril avec un réacteur AL-7F-1. Après une série d'essais, la production en série fut lancée et les premiers exemplaires livrés durant l'été 1960. L'avion fut déclaré opérationnel en janvier 1962.
Ces premiers Su-7 avaient une autonomie très limitée, et Soukhoï travaillait pour résoudre ce problème. Un prototype S22 apparut en 1961, avec des réservoirs de carburant dans les ailes et des pylônes d'emport modifiés pour permettre d'installer des réservoirs externes. Un peu plus tard, des modifications supplémentaires furent faites pour emporter plus de carburant dans le fuselage et améliorer l'avionique. Désignée Su-7BM, cette nouvelle version entra en service en 1963 et fut la première à être exportée (Pologne et Tchécoslovaquie). Elle fut suivie en 1967 par le Su-7BMK destiné à l'export, avec une avionique dégradée, dont sept pays se portèrent acquéreurs.

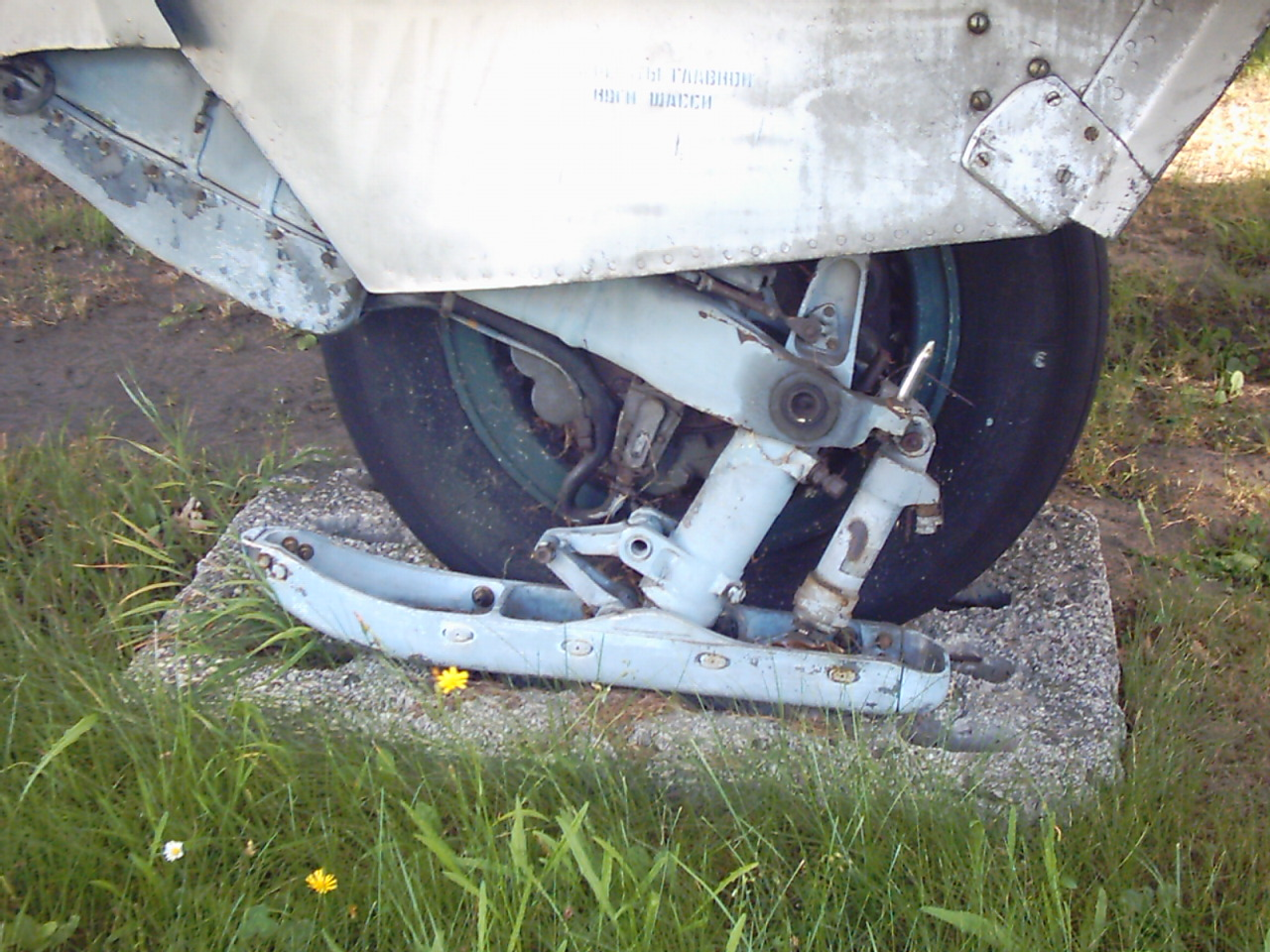
Le système de skis du Su-7BKL.

Soukhoï s'attaqua ensuite à l'autre défaut du Su-7 : la longueur importante de piste dont il avait besoin (2 400 mètres pour un décollage à pleine charge). Un système de soufflage des volets fut testé, mais n'apporta pas d'amélioration suffisante. La solution finalement retenue fut l'ajout d'une fusée à poudre pour améliorer l'accélération lors du décollage et l'installation de deux parachutes pour le freinage. En parallèle, des essais furent réalisés avec un train d'atterrissage équipé d'une sorte de skis, permettant l'utilisation de terrains non préparés. Ceci aboutit à la version Su-7BKL, mise en production à partir de 1965.
Le premier vol d'une version biplace destinée à l'entraînement eut lieu le 25 octobre 1965, et la production en série commença dès le mois de mai suivant. Désignée Su-7U (code OTAN Moujik), cette version fut également déclinée en version d'export.

## Variantes
- Su-7 Fitter A : première version de série (20 exemplaires)
- Su-7B : version destinée à l'attaque au sol (431 exemplaires)
- Su-7BM : version avec capacité en carburant augmentée (290 exemplaires)
- Su-7BMK : version destinée à l'export (441 exemplaires)
- Su-7BKL : version capable d'utiliser des terrains non préparés (267 exemplaires)
- Su-7U Moujik : version biplace pour l'entraînement (367 exemplaires)
- Su-7UMK : version biplace destinée à l'export (44 exemplaires)

## Utilisateurs

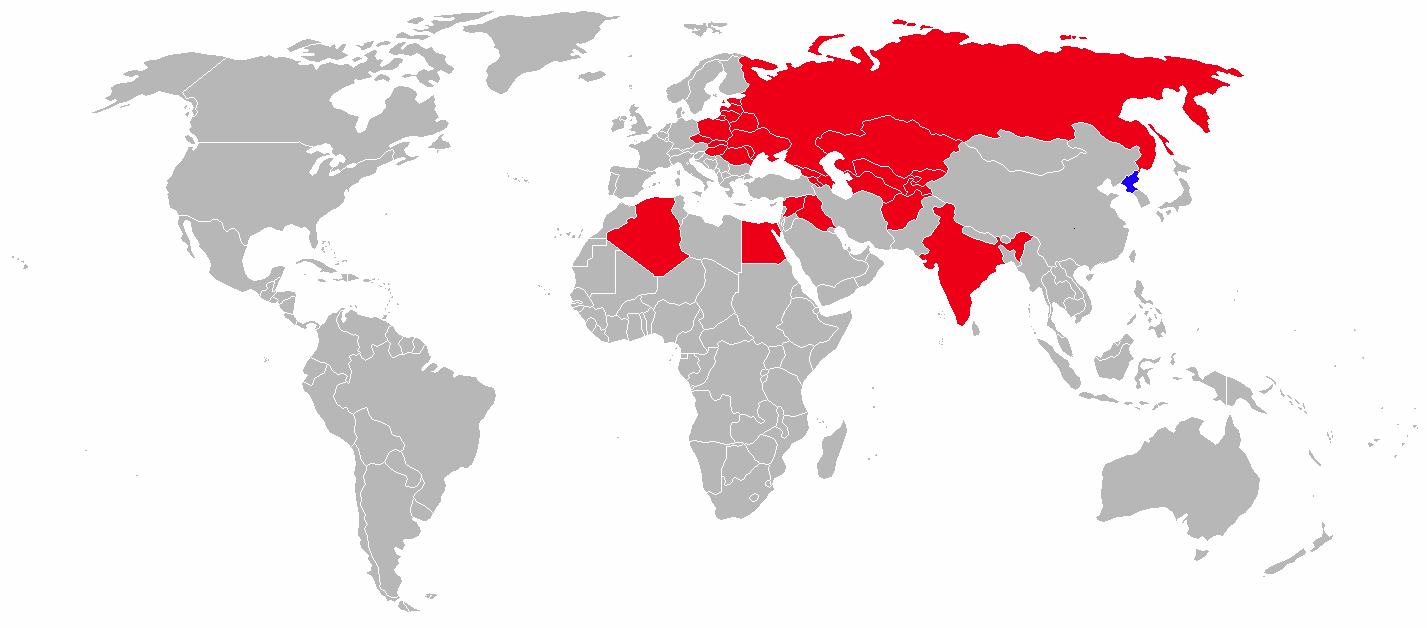
Utilisateurs du Su-7

- Afghanistan
- Algérie
- Corée du Nord
- Égypte
- Hongrie
- Inde
- Irak
- Pologne
- Tchécoslovaquie
- Union soviétique
- Syrie

## Engagements
- Guerre des Six Jours (1967)
- Troisième guerre indo-pakistanaise (1971), avec 19 avions perdus par l'Inde[2]
- Guerre du Kippour (1973)
- Guerre Iran-Irak

### Ordre de désignation
Su-7 - Su-9/Su-11 - Su-15 - Su-17/Su-20/Su-22 - Su-24 - Su-25 - Su-27 et dérivés